# Астон, Адам
Адам Астон (пол. Adam Aston, настоящее имя Адольф Левинсон, нем. Adolf Loewinsohn; 17 сентября 1902, Варшава — 10 января 1993, Лондон) — польский певец еврейского происхождения.
Исполнитель популярных танго и эстрадных песен в межвоенной Польше. Выступал с хором и оркестром Хенрика Варса, в известном варшавском кабаре «Морское око». Славу Астону принесли сентиментальные танго «Сердце матери» (пол. Serce matki), «Осенние розы» (пол. Jesienne róże), «Это не была любовь» (пол. To nie była miłość) и другие
В общей сложности Астон исполнял около 960 песен. В эпизодических ролях, связанных с пением, снялся в нескольких кинофильмах («Любовные маневры» (1935)).
В 1920 г. добровольцем участвовал в советско-польской войне. С началом Второй мировой войны оказался на территории Польши, оккупированной советскими войсками, выступал в оркестре Варса во Львове. В 1942 г. вступил в армию Владислава Андерса. В 1944 г. сделал первую запись легендарной песни Феликса Конарского «Красные маки на Монте-Кассино».
По окончании войны жил в эмиграции, сперва в Йоханнесбурге, а с 1960 г. в Лондоне, и практически не выступал.

## Известные композиции
- Ach, zostań
- Czerwone maki na Monte Cassino
- Czy pani tańczy rumbę
- Jak trudno jest zapomnieć
- Jest jedna jedyna
- השבת האחרונה (Ha-shabat ha-achronah)
- Jo-jo
- Każdemu wolno kochać
- Serce matki
- W błękicie oczu twoich
- W siódmym niebie
- Zakochany złodziej
- Zatańczmy jeszcze ten raz